# أوشيل (باد كاليه)
أوشيل، باد كاليه (بالفرنسية: Auchel)‏ هي بلدية تقع في إقليم باد كاليه من منطقة نور با دو كاليه في شمال فرنسا. تبلغ مساحة هذه المدينة 6 (كم²)، وترتفع عن سطح البحر 99 م، يبلغ عدد سكانها 11204 نسمة حسب إحصاء المعهد الوطني للإحصاء والدراسات الاقتصادية سنة 2009 م. وترأس Richard Jarrett البلدية خلال فترة (2008-2014).

## توأمة
لأوشيل (باد كاليه) اتفاقيات توأمة مع:
- إزرلون

## أعلام
- كزافييه بوفوا
- ديلان ديليجني
- فرانسوا دوهامل
- جيريمي بيكو
- بيير لايغل